# Siegfried Pückler-Limpurg
Siegfried Graf Pückler-Limpurg (vollständiger Name Siegfried Ludwig Johannes Graf von Pückler, Graf und Herr zu Limpurg-Gaildorf, Freiherr von Groditz; * 15. Februar 1871 in  Oberaudorf; † 27. Februar 1963 ebenda) war ein deutscher Major a. D., Kunsthistoriker und Gutsbesitzer.
Siegfried Graf Pückler-Limpurg, aus der fränkischen Linie der Adelsfamilie Pückler stammend, besuchte das Maximiliansgymnasium München und studierte Kunstgeschichte an der Friedrich-Wilhelms-Universität Berlin, wo er 1899 mit einer Dissertation über den Maler Martin Schaffner promoviert wurde. Nach der Habilitation 1901 lehrte er von 1902 bis 1907 als Privatdozent an der Technischen Hochschule München.
Verheiratet war er mit Marie-Luise Gräfin von Bothmer, Tochter des Obersten Otto Moritz Graf von Bothmer (1845–1895) und ältere Schwester des Majors a. D. Ludwig Otto Max Graf von Bothmer, der 10. und letzte Majoratsherr auf Schloss Bothmer. Ihr einziges Kind war Tochter Waltraud Margarete Sophie Cäcilie Gräfin von Pückler und Limpurg (1913–2003).

## Schriften (Auswahl)
- Martin Schaffner. Heitz, Straßburg 1899. (Dissertation)
- Die Nürnberger Bildnerkunst um die Wende des 14. und 15. Jahrhunderts. Heitz, Straßburg 1904. (Habilitationsschrift)
- Der Klassizismus in der deutschen Kunst. Müller & Königer, München 1929.
- Die Spätgotik im Inn- und Alztal. Ein kunstgeschichtlicher Führer. Verlag des Inn-Isengaues, Watzling 1932.
- Inntaler Heimatfahrten. Verlag „Bücher der Heimat“, Altötting 1949.
- Kunstschätze am Inn. 1959.